# Station Prudnik
Station Prudnik is een spoorwegstation in de Poolse plaats Prudnik.